# Сергеј Шевцов
Сергеј Сергејевич Шевцов (укр. Сергій Сергійович Шевцов; Запорожје, 29. јун 1998) украјински је пливач чија специјалност је пливање спринтерских трка слободним стилом.

## Каријера
На међународној сцени дебитовао је на Европским играма 2015. у Бакуу где је успео да освоји пето место у трци на 100 метара слободним стилом. Два месеца касније наступио је и на светском јуниорском првенству у Сингапуру где није успео да оствари неки запаженији резултат. 
Прву медаљу на међународној сцени освојио је на европском јуниорском првенству у Мађарској 2016. пошто је у трци на 100 метара слободно испливао свој лични рекорд, тада у вредности од 49,57 секунди, што је било довољно за сребрну медаљу. 
Након одличних наступа на националном првенству одржаном у априлу месецу у Харкову на ком се окитио титулама државног првака на 50 и 100 слободно, Шевцов је дебитовао на сениорским такмичењима на светском првенству у Будимпешти 2017. године. У Будимпешти се такмичио у две дисциплине, а најбољи резултат остварио је у трци на 100 слободно у којој је на крају био 8. у финалу испливавши време новог националног рекорда од 48,26 секунди. Полуфиналну трку на 50 метара слободно препливао је у времену од 22,22 секунди што је било довољно за укупно 16. место.
Велики успех је постигао на европском првенству у Глазгову 2018. пласиравши се у финале трке на 100 слободно (7. место), односно у полуфинале трке на 50 делфин (укупно 11. место). У децембру исте године учествовао је и на светском првенству у малим базенима у кинеском Хангџоуу где је успео да се пласира у полуфинала обе спринтерске трке слободним стилом (16. место на 50 и 11. на 100 слободно).  
На светском првенству у корејском Квангџуу 2019. такмичио се у две дисциплине — на 50 делфин је био 27, а на 100 слободно укупно 19. пливач у квалификацијама.